# 向雪懷
向雪懷（英語：Jolland Chan Kim Wo，1958年1月10日—），原名陳劍和，香港著名粵語流行曲填詞人。他曾是香港作曲家及作詞家協會理事（1988年至2000年）、香港音樂出版人協會理事（1998年至2000年）以及香港作曲家及作詞家協會副主席（2001年至2004年）。現為全球華語金曲獎有限公司董事長、國際華語音樂聯盟主席（2008年至今）和粵港澳大灣區音樂藝術聯盟聯席主席。
　

## 背景

### 筆名由來
在1970年代中期，透過學校聯校旅行活動而認識的初戀女朋友阿雪忽然疏遠正就讀中四的向雪懷，他跑到其深水埗汝州街住所樓下由白晝到夜深淋着雨等待，望着那一扇窗，始終鼓不起勇氣敲門。因為後來知道阿雪被父母迫令嫁到美國以讓身在內地的兄弟可以申請出國。他遂採用筆名「向雪懷」把初嚐愛情的經歷寫成〈雨絲‧情愁〉，表達嚮往對阿雪的懷抱之意，希望分手後有一天對方能聽到他的深情。該筆名自中學時代已採用，有不少填過的歌曲名稱被電影導演採用作電影名字如「午夜麗人」。

### 早年生活
向雪懷早年於九龍黃大仙竹園村的寮屋區長大，家有五兄弟姊妹。母親是垃圾清潔工，在新蒲崗衍慶大廈包辦全幢樓宇的垃圾處理事宜。他早年就讀位於黃大仙下邨的佛教菩提學校（1970年小六，小學中文老師為書法家兼嶺南畫派始創人高劍父之子高勵節）和九龍工業學校（1975年中五；1977年中七）。在學期間既是校內戲劇組的編劇、地理學會與舞蹈學會副主席、土風舞學會成員，又精於語文科目，與已故香港立法局議員吳明欽、香港科技大學副校長（行政）龐鼎全及香港城市大學副校長（學生事務）陳漢夫為同學。另外於1973年代表學校參與香港學校舞蹈節比賽，分別以現代舞曲〈生命的詩篇〉及俄羅斯〈馬刀舞曲〉得到兩屆（1973年及1974年）隊制賽冠軍。其老師認為當舞蹈員很難謀生，令他萌生了放棄加入香港城市當代舞蹈團的念頭。
預科畢業後，由於未能升讀大學，加上父親患上末期肝癌，所以向雪懷便暫時放下升學念頭。同期獲於寶麗多唱片當文員的同學介紹到宝丽金录音室「Dragon Studio」任職兼職助理，未幾轉為全職，同時於夜間修讀香港理工學院电子工程系高級文凭。當年他得到许冠杰賞識，推薦予宝丽金時任寶麗金總經理馮添枝，關維麟於是找他填寫第一份歌詞，从此開展其填詞人事業。1980年覺得應該在讀書的地方工作而到香港大學環境改善專題設計研究室任職研究助理。1984年及1985年以評選委員身份參與全港十八區業餘歌唱比賽。

### 幕後發展
直至1985年，向雪怀獲邀重回宝丽金担任唱片监制。香港多位著名歌手如陳百強、譚詠麟、張學友、黎明、李克勤、徐小鳳、黎瑞恩、彭羚、草蜢、鍾鎮濤、葉蒨文、劉德華、呂方、羅文、張國榮、梅艷芳、許冠傑、陳秋霞等主唱的名曲，不少出自他的手筆。由他负责监制的唱片，全球销量超过1000万张。當年蔡國權的專輯《風中暖流》是他首個參與的項目。1985年簽約的徐小鳳到1990年代冒起的黎瑞恩，絕大多數專輯皆由他監製。徐、黎二人曾考慮由他負責全碟填詞，但他以唯恐過度參與音樂製作而失歌手信任為由拒絕建議。1985年至1986年間，向雪懷原屬意潘源良為無綫電視劇集《流氓大亨》片尾曲〈婚紗背後〉填詞，初稿名為〈花車背後〉。及後向認為「花車」一詞除了結婚以外另有意思，唯有將之易名為〈婚紗背後〉，以便梁家樹順著歌詞內容拍攝。由於《流氓大亨》的陣容龐大，加上婚禮情節的震懾力，〈婚紗背後〉隨之成為徐小鳳的經典金曲之一。
1988年，宝丽金展開新一輪招募行動，簽下關淑怡、黃翊、李健達等一系列歌手及幕後人才。由於當時寶麗金的市場佔有率已近乎壟斷，而新藝寶又跟寶麗金共用製作資源，因此部分歌手在簽約後即被高層關維麟轉到陳少寶旗下，惟向雪怀仍負責唱片監製崗位。1989年，向雪怀有鑑黃凱芹簽約的經驗，引入同屬香港電台唱片騎師的內地歌手周影且為她推出唱片，但成效不彰。與此同時無綫藝員黎明在歌唱老師戴思聰的安排下到宝丽金試音，其時向雪怀已料到黎明會向國語樂壇發展，隨即與他簽下歌手合約，為他不少歌曲填詞，當中包括黎明親自作曲的〈我的感覺〉。
在1990年代末，向雪懷另覓發展方向，於1997年離開寶麗金唱片，離職前為藝員製作部主管。他在1998年至2000年間出任香港博德曼音樂董事總經理。另一方面分別由1999年及2002年擔任健康快車會員（其中一項參與過的善舉是於2000年為一眾金牌運動員所灌錄的一張名為「世界第一」的唱片中的歌曲填詞﹐以為內地四百多萬名白內障人士籌款）和中國建設服務基金理事。2001年創立了「e個站」（ECD Hong Kong），並任行政總裁，主要向世界推廣數位音樂的销售模式。該公司一度成了亞太區媒體內容的分銷中心（iTunes中國地區代理分銷商）。向在2003年起擔任香港電台廣播節目《真音樂》主持。2004在香港中文大學專業進修學院校外進修部任流行歌曲歌詞創作課程講師。其後，於2006年创办「N-Visio Music」，主力发掘中國具備潜质的创作人與幕前或幕後人才。2008年獲曾志偉邀請為北京奥运宣传活动的主题曲〈奥运北京〉填詞。

### 2010年往後動向
2014年3月，向雪懷獲頒「CASH音樂成就大獎」。2016年8月12日至13日，他在香港紅磡體育馆舉办個人作品演唱會，名为《向雪懷一生中最愛作品演唱會》，由香港旅遊發展局呈獻、演出業協會（香港）有限公司統籌及策劃，鄧建明及葉廣權擔任音樂總監，美亞娛樂協辦、表演嘉宾當中包括譚詠麟、周慧敏及鍾鎮濤、關淑怡、草蜢、王馨平、林志美、黎瑞恩、湯寶如、李國祥、周啟生、吳國敬、太極樂隊、張崇基、張崇德及新晉歌手陳樂基、胡琳、王梓軒、陳思彤、鄺祖德、吳幸美、姜耀哲、劉宥琳、周游格等。2018年，向雪懷被上海絲芭傳媒邀請成為集團高級藝術顧問。同年選址東莞市霓歐教育産業孵化園建立「向雪懷藝術工作室」。2020年再與貴州省朝朝棲棲文化旅遊發展有限公司和貴州省中鐵國際生態城雲棲谷雙龍鎮巫山峽谷景區合作一同營運「向雪懷音樂中心」，以培育音樂愛好者為目標。
他目前多在中國內地擔任音樂節目或比賽的評選委員，也會繼續教授音樂創作，如以客座教授身份任廣州星海音樂學院流行音樂系歌曲創作課導師、在廣州英卓時尚學院任課程導師（2019年起）以及任深圳市「鵬城歌飛揚」音樂大師班導師。

### 其他資料
2001年，新力唱片與當年的樂壇新人、中國內地女歌手彭海桐簽約。由於彭氏被指持簽證來港升學而不是持有工作簽證工作，一度捲入娛樂圈黑工事件。亦令向雪懷被誤以為是彭的經理人。他未幾對外澄清自己與彭為朋友，並以此身分代表她跟新力唱片簽約，雙方沒有契約關係，所以不是她的經理人。另外，向雪懷曾是中國女演員沈傲君的經理人。而徒弟則是填詞人兼作家簡嘉明。
2006年至2010年，向雪懷獲民政事務局委任為表演藝術委員會委員。2013年，首次與黎彼得合作，於廣州市黄花崗劇院演出雙人棟篤舞台表演〈才神到〉。後來在2014年，他獲中華人民共和國國務院參事室轄下，中央文史研究館委任為中華詩歌研究院中國音樂文學會《百年樂府》作品編輯委員會委員。同年獲頒西班牙聖加貝爾教會聖加貝爾葡萄酒學院榮譽博士。2021年則與重慶市四面山旅遊投資有限公司一起於四面山景區建立「向雪懷音樂小鎮」。

## 家庭生活
向雪懷已婚，妻子是其中學同學的小學同學。二人婚後育有一名兒子。

## 作品列表
向雪懷自1978年出道以來，詞作達713首。以下為詳盡列表。

### 歌曲填詞
1978年（2首）
- 陳秋霞 – 共享永恆
- 陳秋霞 – 情義永在

1979年（2首）
- 泰迪羅賓 – 惜光陰
- 陳秋霞 – 夢的徘徊

1980年（6首）
- 區瑞強 – 寒梅
- 陳秋霞 – 得失在心裡
- 陳秋霞 – 家居樂
- 鄧麗君 – 東山飄雨西山晴
- 關正傑 – 任你多瀟灑
- 關正傑 – 愛是難避免

1981年（10首）
- 泰迪羅賓 – 沉痛
- 陳美玲 – 飄過汪洋
- 彭健新 – 可愛的回聲
- 彭健新 – 啟開心裡窗
- 雷安娜 – 無奈我心亂如麻
- 雷安娜 – 含羞草
- 雷安娜 – 只想你的愛
- 雷安娜 – 孤影暗自憐
- 雷安娜 – 原諒我
- 鍾鎮濤 – 俗世的污染

1982年（7首）
- 彭健新 – 人生多寫意
- 蔡國權 – 芳蹤何處
- 蔡國權 – 海底針
- 蔡國權 – 偶然
- 蔡國權 – 心中的秘密
- 鍾文康 – 夜深時候
- 譚詠麟 – 雨絲、情愁

1983年（16首）
- 何家勁 – 模特兒
- 何家勁 – 初吻
- 許冠傑 - 眼前人
- 許冠傑 - 我是幸運人（與鄭國江合填）
- 彭健新 – 後勁
- 雷安娜 – 我在燃燒
- 雷安娜 – 問為何
- 雷安娜 – 愛的路上
- 雷安娜 – 心一致
- 蔡國權 – 追憶
- 蔡國權 – 小角色
- 鄧麗君 – 誰在改變
- 鍾文康 – 風箏的線
- 譚詠麟 – 遲來的春天
- 譚詠麟 – 小珊瑚
- 露雲娜 – 手掌上的電話號碼

1984年（33首）
- 王雅文 – 太陽的誘惑
- 林志美 – 留多一秒鐘
- 林志美 – 愛的洗禮
- 林姍姍 – 紫色的夢
- 威　利 – 夢中情人
- 威　利 – 老者的獨白
- 陳秀雯 – 急凍愛情
- 陳秀雯 – 雨中花
- 黃露儀 – 風玲
- 黃露儀 – 跟你分不開
- 黃露儀 – 無盡的話
- 黃露儀 – 未完的愛
- 葉振棠 – 生命之謎
- 葉振棠 – 時代脈搏
- 葉振棠 – 雨夜香檳
- 雷安娜 – 激流
- 甄　妮 – 知更鳥
- 甄　妮 – 你的遲來
- 甄　妮 – 我在微笑
- 蔣麗萍 – 夏之活力
- 蔡國權 – 回到我身邊
- 蔡楓華 – 月蝕
- 蔡楓華 – 淚珠頸鍊
- 蔡楓華 – 神秘女郎
- 盧冠廷 – 拾荒者
- 盧冠廷 – 錯覺
- 鍾鎮濤 – 無言的晚餐
- 鍾鎮濤 – 壞了指南針
- 譚詠麟 – 愛的替身
- 譚詠麟 – 亮了紅燈
- 譚詠麟 – 午夜麗人
- 譚詠麟 – 酒紅色的心
- 譚詠麟 – 欠了你

1985年（69首）
- 王雅文 – 嶄新一代
- 王雅文 – 夢蕾
- 王雅文 – 太陽的誘惑
- 何嘉麗 – 令我昏迷
- 何嘉麗 – 甜在心裡
- 何嘉麗 – 星下疊影
- 呂　方 – 聽不到的說話
- 李麗蕊 – 已愛上你
- 李麗蕊 – 第一次
- 李麗蕊 – 青春物語
- 李麗蕊 – 告別
- 李麗蕊 – 戀愛熱線
- 周啟生 – 四季情
- 林志美 – 愛情幻象
- 林志美 – 從前愛我
- 林志美 – 愛的迴響
- 林憶蓮 – 第一次約會
- 林憶蓮 – 少女的心
- 林憶蓮 – 太陽傘下
- 徐小明 – 圈中人
- 袁潔瑩 – 一千個陽光晚上
- 袁潔瑩 – 情人新地
- 陳秀雯 – 片刻的依戀
- 陳秀雯 – 最後一夜的回憶
- 陳迪匡 – 信是偶然
- 陳迪匡 – 始終不是我
- 陳慧嫻 – 時代插圖
- 許冠傑 - 星夜
- 許冠傑 - 真的愛你
- 麥潔文 – 我的根源
- 開心少女組 – 你愛他他愛你
- 開心少女組 – 再不易忘記
- 葉振棠 – 愛的缺陷
- 葉麗儀 – 一夜的浪漫
- 雷安娜 – 白衣天使
- 甄　妮 – 借來一夜
- 甄　妮 – 去與留
- 甄　妮 – 第二個春天
- 蔣麗萍 – 愛的獵人
- 蔡國權 – 一生愛您一個（詞／向雪懷、蔡國權監製）
- 蔡國權 – 愛戀時候（詞／向雪懷、蔡國權監製）
- 蔡國權 – 誰最愛你（詞／向雪懷、蔡國權監製）
- 蔡國權 – 未寄出的信（詞／向雪懷、蔡國權監製）
- 蔡國權 – 不敢說的話（詞／向雪懷、蔡國權監製）
- 蔡楓華 – 何以相戀
- 蔡楓華 – 狂戀
- 蔡楓華 – 戀人止步
- 盧冠廷 – 逝去的心
- 盧業瑂 – 夢的剪影
- 鮑翠薇 – 藍色的眼蓋
- 鮑翠薇 – 愛情訊號
- 鍾鎮濤 – 夢裡嫣紅
- 鍾鎮濤 – 只想將你等
- 薰　妮 – 玻璃牆上的一吻
- 薰　妮 – 浪淘沙
- 薰　妮 – 同路人
- 鄺美雲 – 內心位置
- 譚詠麟 – 幸運星
- 譚詠麟 – 雨夜的浪漫
- 譚詠麟 – 你要等我
- 譚詠麟 – 朋友
- 關正傑 – 雨中再見
- 露雲娜 – 願我沒選錯
- 露雲娜 – 笑匠
- 露雲娜 – 因為我
- 莫艷儀 - 鍾意你
- 莫艷儀 - 不要問我
- 莫艷儀 - 迷惑的愛
- 蓋達強 - 青春的苦悶

1986年（53首）
- 太　極 – 控訴
- 何嘉麗 – 不想見你
- 何嘉麗 – 情是永遠自私
- 李克勤 – 誰願分手
- 杜德偉 – 愛火留心裡
- 杜麗莎 – 愛情監獄
- 杜麗莎 – 再見悲哀
- 杜麗莎 – 夢到未來
- 杜麗莎 – 婚後
- 周啟生 – 躲藏的眼睛
- 林憶蓮 – 放縱
- 林憶蓮 – 為我心痴
- 林憶蓮 – 心裡探險
- 柳影虹 – 戀愛是否盲目
- 張國榮 – 痴心的我
- 張德蘭 – 冷戰
- 張德蘭 – 一片藍
- 郭小霖 – 夜裡細雨
- 郭小霖 – 瘋瘋癲癲
- 陳秀雯 – 請勿騷擾
- 陳秀雯 – 我怕黑
- 陳美玲 – 夢幻跑車
- 陳美玲 – 痴心怨侶
- 陳慧嫻 – 夏日
- 陳慧嫻 – 與淚抱擁
- 陳百強 – 你令我心醉
- 許冠傑 - 兩個世界
- 許冠傑 - 愛在別離時
- 麥潔文 – 可否
- 麥潔文 – 一千個不願意
- 開心少女組 – 禮拜六
- 溫兆倫 – 愛的一面
- 溫兆倫 – 說句再見
- 葉振棠 – 心傷鐵漢
- 葉振棠 – 燭光舞
- 葉麗儀 – 笑彈引爆
- 葉麗儀 – 冬之戀情
- 甄　妮 – 等待黎明
- 甄　妮 – 7.5級地震
- 蔣志光、蔣麗萍 – 愛你一個
- 蔣麗萍 – 任性
- 蔣麗萍 – 薄情
- 蔡國權 – 想念你（詞／向雪懷、蔡國權監製）
- 蔡國權 – 傷心一吻（詞／向雪懷、蔡國權監製）
- 蔡國權 – 情難捨（詞／向雪懷、蔡國權監製）
- 蔡國權 – 漏電（詞／向雪懷、蔡國權監製）
- 蔡楓華 – 沒有妳
- 鄺美雲 – 傷心的我
- 鄺美雲 – 等候一個你
- 譚詠麟 – 第一滴淚
- 譚詠麟 – 衝線
- 譚詠麟 – 曾經
- 魯振順 – 少林英雄

1987年（57首）
- 李克勤 – 月半小夜曲
- 李麗蕊 – 傷心天使
- 李麗蕊 – 欠你太多
- 李麗蕊 – 青春女子
- 李中浩  - 我爱
- 周啟生 – Anna
- 倫永亮 – 走上我的路
- 張德蘭 – 徬徨的心
- 陳松齡 – 宵禁
- 陳松齡 – 乜都要威
- 陳松齡 – 愛的傷口
- 陳松齡 – 怕驚會學壞
- 陳松齡 – 隔窗之戀
- 陳美玲 – 逃情
- 陳迪匡 – 一切自願
- 陳迪匡 – 魔女Shirley
- 陳百強 – 情人
- 陳百強、陳美玲 – 約會
- 陳百強 – 我的故事
- 陳百強 – 細想
- 陳慧嫻 – 請勿接近
- 許冠傑 – 愛是無言
- 黃凱芹 – 曲中情（詞／監）
- 黃凱芹 – 時光旅店（詞／監）
- 黃凱芹 – 子夜徘徊（詞／監）
- 黃凱芹、余劍明 – 流離所愛（詞／監）
- 溫兆倫 – 柔情已逝
- 群　星 – 晚情
- 葉麗儀 – 今天開始
- 葉麗儀 – 見到你的時候
- 葉麗儀 – 何時見到你
- 劉美君 – 生活一小時
- 劉德華 – Jenny我不會
- 蔣志光 – 我也不想說謊
- 蔣志光 – 你係我邊個
- 蔣麗萍 – 玫瑰色的綺夢
- 蔣麗萍 – 擺脫身體
- 蔡國權 – 用手走路（詞／向雪懷、蔡國權監製）
- 蔡國權 – 人牆（詞／向雪懷、蔡國權監製）
- 蔡楓華 – 夢魘
- 鮑翠薇 – 愛的革命
- 鮑翠薇 – 望窗
- 鮑翠薇 – 鏡中人
- 鄺美雲 – 潮汐
- 鄺美雲 – 留下陪我
- 鄺美雲 – 迅速的戀愛
- 鄺美雲、羅　堅 – 姐姐哥哥
- 羅嘉良 – 當不再愛時
- 羅嘉良 – 未知有我
- 譚詠麟 – 千面女郎
- 譚詠麟 – 計時炸彈
- 譚詠麟 – 迷痴的心
- 譚詠麟 – 一個永遠不好的傷口
- 譚詠麟、早見優 – 偏愛[註 5]
- 譚詠麟、泰迪羅賓、區瑞強、陳百祥 – PA PA O MA MA
- 姜蓓麗 – 紅塵
- 姜蓓麗 – 金鳳凰

1988年（35首）
- Maria Cordero – 天下有情
- 吳國敬 – 回頭
- 李克勤 – 一幽美夢
- 李克勤、黃凱芹 – 人間童話
- 李美欣 – 纏綿歲月
- 柏安妮 – 遊蕩
- 草　蜢 – 夜梟
- 草　蜢 – 兒童不宜
- 草　蜢 – 失戀之後
- 草　蜢 – 我是誰
- 張立基 – Linda
- 張學友 - 盡在無言
- 許志安 – 戀愛片段
- 許志安 – 如今想你萬萬次
- 許冠傑 – 這一個日子
- 麥潔文 – 沒哭聲的女子
- 麥潔文、梁榮駿 – 將錯就錯（向雪懷、梁榮駿填詞，梁榮駿監製）
- 黃敏華 – 此情可待
- 黃翊、李明珠 – 一呼百應（詞／向雪懷、黃祖輝監製）
- 黃凱芹 – 感受（詞／監）
- 黃凱芹 – 再戀（詞／監）
- 黃凱芹 – 無名小子（詞／監）
- 黃凱芹 – 亡命愛情（詞／監）
- 葉振棠 – 有誰對我更好
- 葉振棠 – 等你答應
- 葉麗儀 – 都市蠟像
- 魏綺清 – 反方向
- 鄺美雲 – 餘情
- 鄺美雲 – 心傷
- 譚詠麟 – 不見不散
- 譚詠麟 – 從後趕上
- 陳百強 – 漫長盼望
- 陳百強 – 孤清清
- 陳百強 – 盼三年
- 陳百強 – Where Are You?

1989年（42首）
- 王　菲 – 愛聽謊言
- 李克勤 – 此情此境
- 李克勤 – 藍月亮
- 李克勤 – 心中的宇宙 (李克勤、簡寧合填)
- 李克勤 – 一生不變
- 周啟生 – 天長地久
- 周啟生 – 站別
- 林楚麒 – 一份迷惘
- 林楚麒 – 錫一啖
- 徐小鳳 – 情人夢裡追（詞／監）
- 徐小鳳 – 歌衫（詞／監）
- 徐小鳳 – 秋風秋雨（詞／監）
- 徐小鳳 – 憧憬（詞／監）
- 草　蜢 – 邦女郎
- 草　蜢 – 黃昏都市人
- 張立基 – 月下油畫
- 張立基 – 留在你肩膊上的手
- 張學友 – 歡場
- 張國榮 – 偏心
- 許志安、林楚麒 – Can't We Try
- 陳松齡 – 尖東舞男
- 陳潔靈 – 無緣
- 黃　翊 – 黃昏戀人（潘偉源作詞／向雪懷、梁榮駿監製）
- 黃凱芹 – 若生命等候（詞／監）
- 黃凱芹 – 哭泣中醒來（詞／監）
- 黃凱芹 – 演講（詞／監）
- 黃凱芹 – 彌月醉巴黎（向雪懷、此君作詞／向雪懷監製）
- 黃凱芹 – 再見了！我的同學（詞／監）
- 甄楚倩 – 情天不負有心人
- 劉德華 – 世事多情
- 劉德華 – 還沒有說完
- 鄺美雲 – 東方快車
- 鄺美雲 – 今後陪伴你
- 譚詠麟 – 愛你兩個人
- 譚詠麟 – 生命的詩篇
- 關淑怡 – 孽緣
- 關淑怡 – 悲劇剪綵
- 關淑怡 – 纏綿不盡
- 關淑怡 – 難得有情人
- 蘇　芮 – 無悔的愛
- 文佩玲 – 零晨情人
- 顏福偉 – 昨日的愛

1990年（37首）
- 文佩玲 – 可愛不可戀
- 文佩玲 – 情人羅密歐
- 吳婉芳 – 明年今日
- 吳婉芳 – 地老天荒
- 呂　方 – 有一天你總會明白
- 李克勤 – 一千零一夜
- 李克勤 – 雷雨
- 李克勤 – My Shirley
- 周　影 – 痴痴地等（詞／監）
- 周　影 – 流不盡的眼淚（詞／監）
- 周　影 – 情路茫茫（詞／監）
- 周　影 – 某個秋天（詞／監）
- 徐小鳳 – 情投怒海（詞／監）
- 徐小鳳 – 變色感情（詞／監）
- 徐小鳳 – 雙城記（向雪懷、潘偉源作詞／向雪懷監製）
- 草　蜢 – 流淚的背影
- 草　蜢 – 捉鬼敢死隊
- 袁志偉 – Lonely Girl
- 袁志偉 – 各走各路
- 張立基 – 情殤
- 許冠傑 – 永久的痴情
- 陳百強 – 三個自己
- 陳德彰 – 他的角色
- 黃　翊 – 崩潰
- 黃凱芹 – 給您留念（詞／監）
- 溫兆倫 – 你愛的一個無名氏
- 劉美君 – 赤裸抱月下
- 劉德華 – 遺棄
- 黎　明 – 失戀廣告
- 鄺美雲 – 人間有情
- 譚詠麟 – 藝海浮台
- 譚詠麟 – 明天仍要繼續
- 譚詠麟 – 世外桃源
- 譚詠麟 – 無盡情結
- 關淑怡 – 這是我心裡對白
- 關淑怡 – 愛恨纏綿
- 關淑怡 – 失戀演奏家

1991年（46首）
- 方麗盈 – 盟主、民主
- 吳國敬 – 我說過要你快樂
- 吳婉芳 – 四驅小子
- 李克勤 – 紅樓夢
- 李克勤 – 心悲秋
- 李克勤 – 雨中街頭劇
- 李克勤 – 情牽一線
- 李美鳳 – 偏偏是你
- 沈殿霞、鄭欣宜 – 媽媽好（詞／蔡國權監製）
- 周　影 – 讓我愉快愛一次（詞／監）
- 周慧敏 – 千個晨早
- 唐韋琪 – 珍惜這夜晚
- 徐小鳳 – 文明淚（詞／監）
- 徐小鳳 – 我有一段情（詞／監）
- 袁志偉 – 誰愛你比我多
- 張學友 – 冰冷的手
- 張學友 – 今晚要盡情
- 陳百強 – 一生不可自決
- 陳百強 – 豈在朝朝暮暮
- 陳百強 - 寂寞的感覺
- 彭家麗 – 我變了
- 甄楚倩 – 一冷一熱（詞／梁榮駿監製）
- 甄楚倩 – 假如我是真的（詞／梁榮駿監製）
- 劉小慧 – 夢幻星座情人
- 劉德華 – 無法一天不想
- 劉德華 – 天從人願
- 劉德華 – 我終於失去
- 黎　明 – Sarah不要愛他
- 黎　明 – 如果這是情
- 黎　明 – 對不起、我愛妳
- 黎　明 – 為甚麼我們只是朋友？
- 黎　明 – 夜夜夢中見
- 黎　明 – 柔情冷看千夫指
- 黎　明 – 我的感覺
- 黎　明 – 兩心知
- 黎　明 – 你令我著迷
- 黎　明、周慧敏 – 真愛在明天
- 黎明詩 – Goodbye My Love
- 鄺美雲 – 沒法再去愛他人
- 譚詠麟 – 一生中最愛
- 譚詠麟 – 曾到此
- 譚詠麟 – 小說人生
- 關淑怡 – 一切也願意
- 關淑怡 – 人月共舞
- 關淑怡 – 為何是我們
- 關淑怡 – 說聲很愛我

1992年（47首）
- 何詠琳 – 解悶
- 吳國敬 – 這吻以後
- 吳國敬 – 黑白世界
- 李克勤 – 無聲慰問
- 李克勤、周慧敏 – 萬千寵愛在一身
- 周慧敏 – 愛你多過愛他
- 周慧敏 – 聖誕夜綿綿
- 徐小鳳 – 情深義重（詞／監）
- 草　蜢 – 伙頭仔昆布
- 莫鎮賢 – 不要這樣對我好嗎
- 陸家俊 – 十八歲的憂鬱
- 陸家俊 – 玩天光
- 湯寶如 – 活著就是等待
- 湯寶如 – 愛你不易
- 湯寶如 – 情如夢
- 黃　翊 – 深深愛過
- 黃凱芹 – 至愛難尋
- 黃凱芹 – 解情還須繫情人
- 黃寶欣 – 讓昨天再見
- 黃寶欣 – 但求一生相依
- 甄楚倩 – 戀愛傷身
- 劉小慧 – 來吧
- 劉德華 – 獻給你
- 蔡國權 – 最後一次
- 蔡國權 – 夕陽細雨
- 黎　明 – 我會像你一樣傻
- 黎　明 – 對得起自己
- 黎　明 – 一夜傾情
- 黎　明 – 但願我瀟灑
- 黎　明 – 雙雙對對
- 黎　明 – 傻癡癡
- 黎明詩 – 將今天送上
- 黎明詩 – 愛上不愛我的人
- 黎明詩 – 一生償還
- 黎瑞恩 – Lovers
- 黎瑞恩 – 少女心
- 黎瑞恩 – 廿世紀不了情
- 鄺美雲 – 黃昏雨
- 鄺美雲 – 愛讓每個人心碎
- 鄺美雲 – 要更多愛情
- 鄺美雲 – 疼我愛我
- 譚詠麟 – 墨西哥情人
- 譚詠麟 – 有淚不輕流
- 譚詠麟 – 太陽精神
- 譚詠麟 – 夢醒愛更深
- 譚詠麟、關淑怡 – 月下戀人
- 關淑怡 – 休說不

1993年（64首）
- 太　極 – 一生不再說別離
- 王馨平 – 夢裡緣份
- 王馨平 – Keep Fit舞
- 王馨平 – 唇語道早安
- 王馨平 – 感情的片段
- 江希文 – 我是如此傻
- 吳國敬 – 我愛您每一日
- 吳國敬 – Julia
- 吳國敬 – 愛您是我一生中理想
- 李克勤 – 天空海闊（與因葵合填）
- 李克勤 – 牡丹亭・驚夢
- 李克勤 – 愛您不需要理由
- 李克勤 – 只懂得對妳好（與李克勤合填）
- 李國祥 – 多一點溫柔
- 周慧敏 – 付出許多的愛情
- 周慧敏 – (為何)偷偷摸摸
- 周慧敏 – 一個人在途上
- 周慧敏 – 痴心換情深
- 草　蜢 – 世界會變得很美
- 草　蜢、關淑怡、湯寶如、劉小慧 – 熱力節拍Wou Bom Ba
- 袁潔瑩 – 心中的你是偶像
- 张学友 – 人生需要什麼
- 张学友 – 留住這時光
- 莫少聰 – 這夜有沒有天亮
- 陳慧嫻 – 碎花
- 湯寶如 – 我和秋天有個約會（詞／監）
- 湯寶如 – 還迎欲拒（詞／監）
- 溫　拿 – 一生戀愛中
- 溫　拿 – 再看白雲天
- 劉小慧 – 青春街口
- 劉小慧 – 一天48小時
- 劉玉翠 – 愛我是錯
- 劉德華 – 哎吔吔
- 劉德華 – 你是我驚喜
- 蔡齡齡 – 玩世者
- 蔡齡齡 – 若你愛一個人
- 鄭嘉穎 – 曾在夢中戀愛
- 鄭嘉穎 – 我是一個不懂傾訴的對象
- 鄭嘉穎 – 碧海青天
- 鄭嘉穎 – 一千個願意
- 黎　明 – 真的愛情定可到未來
- 黎　明 – 孤單的人孤單的我
- 黎　明 – 我的情人
- 黎　明 – 夏日傾情
- 黎　明 – 痴情何須說前塵
- 黎　明 – 戀愛日記
- 黎　明 – 願你清楚我的心
- 黎明詩 – Remember 無盡至愛
- 黎瑞恩 – 一人有一個夢想（詞／監）
- 黎瑞恩 – 多情（詞／監）
- 黎瑞恩 – 正義（詞／監）
- 黎瑞恩 – 愛你這樣傻（詞／監）
- 黎瑞恩 – 明白我這世界沒有別人（詞／監）
- 黎瑞恩 – 遙遠的歌（詞／監）
- 黎瑞恩、劉小慧 – 說愛談情（詞／監）
- 黎瑞恩、黎　明 – 一家笑口
- 鄺美雲 – 一生也在戀愛
- 羅　文 – 一生之中只需給我一次幸運
- 羅　文 – 始終你最好
- 譚詠麟 – 你是我的女人
- 譚詠麟 – 決鬥
- 譚詠麟 – 我永遠都愛你
- 關淑怡 – 不必說愛我
- 關淑怡 – 假的戀愛

1994年（70首）
- Summer Grace – 不准接近
- 王馨平 – 一個夏天的夢
- 古巨基 – 浪漫烈火
- 江希文 – 只有愛不足夠
- 江希文 – 你是壞人
- 江希文 – 失戀多一次
- 李克勤 – 濃情一秒
- 李樂詩 – 不要衝動
- 周慧敏 – 愛的成長
- 洪楗華 – 我失戀，你悲傷
- 洪楗華 – 午夜場
- 洪楗華 – 為何和他一樣
- 孫耀威 – 戀一季的愛
- 草　蜢 – 不走回頭路
- 陸家俊 – 追追躲躲
- 張玉珊 – 開始愛一個人
- 張崇基、張崇德 – 前途
- 張學友 – 只有你不知道
- 郭富城 – 半生緣份
- 陳山 – 愛多一分鐘
- 陳山 – 掛念
- 陳松齡 – 天邊灑的不是雨
- 陳德容 – 情長
- 陳德容 – 半醉
- 彭家麗 – 我一個女仔
- 彭家麗 – 美女與野獸
- 彭家麗 – 天地緣份
- 彭　羚 – 如夢初醒
- 湯寶如 – 沒有回憶的冬季（詞／監）
- 湯寶如 – 反反覆覆（詞／監）
- 湯寶如 – 寶貝甜心（詞／監）
- 湯寶如 – 為何不可一生愛你（詞／監）
- 湯寶如 – 無顏色的夢（詞／監）
- 湯寶如 – 給世界多一個微笑（詞／監）
- 湯寶如 – 你是我未來（詞／監）
- 湯寶如、王馨平、周慧敏 – 美少女戰士（詞／監）
- 楊采妮 – 毋忘我的愛
- 群　星 - 他不是我
- 劉小慧 – 多看一眼
- 劉小慧 – 戀愛的渴望
- 劉彩玉 – 只想你好
- 劉德華 – 風風雨雨
- 鄭秀文 – 空前
- 鄭秀文 – 作主
- 鄭嘉穎 – 聽話
- 鄭嘉穎 – 冰冷的夏季
- 鄭嘉穎 – 在你需要我時
- 黎　明 – 那有一天不想你
- 黎　明 – 不該再讓你孤單
- 黎　明 – 晨曦
- 黎　明 – 情緣
- 黎　明 – 一天情深一點情感
- 黎　明 – 草戒指
- 黎瑞恩 – 陽光路上（詞／監）
- 黎瑞恩 – 愛你一定快樂（詞／監）
- 黎瑞恩 – 幻想曲（詞／監）
- 黎瑞恩 – 你從未說過愛我（詞／監）
- 黎瑞恩 – 三級（詞／監）
- 黎瑞恩 – 你愛我甚麼（詞／監）
- 黎瑞恩 – 慶祝失戀（詞／監）
- 黎瑞恩、蔡一傑 – 愛一次便夠（詞／監）
- 羅　文 – 給你的是這麼
- 譚詠麟 – 一段浪漫
- 譚詠麟 – 講不出再見
- 譚詠麟 – 人生基本法
- 譚詠麟、张学友、黎　明、草　蜢、鄭嘉穎 – 火太陽
- 關淑怡 – 逝去的傳奇
- 蘇永康 – 讓我暖一些
- 葉振棠、葉麗儀 – 吼天喝月
- 溫碧霞 – 《恨鎖金瓶》插曲

1995年（46首）
- Summer Grace – 好奇
- 王馨平 – 普通女人
- 伍詠薇 – 如今
- 伍詠薇 – 不想愛失去
- 伍詠薇 – 野薔薇
- 江希文 – 人各自我
- 吳國敬 – 我願等
- 吳國敬 – 沒有想到的一個人
- 李克勤 – 站在路邊的人
- 李克勤 – 我需要你
- 李克勤 – 親蜜愛人
- 李樂詩 – 浪漫性騷擾
- 周慧敏 – 留住有情人
- 周慧敏 – 不相信愛情
- 周慧敏 – 紅顏知己
- 孫耀威 – 廣告情人
- 孫耀威 – 不必為我留下
- 草　蜢 – 情歌
- 馬怡靜 – 想跟你相戀
- 康　賢 – 一個夢
- 陳慧嫻 – 一夢半醒
- 陳曉東 – 你有你意思（詞／監）
- 陳曉東 – 第一份感情
- 陳曉東 – 難忘你這夜心情（詞／監）
- 陳曉東、邱穎欣、陳建穎、陳慧琳 – 某天某地某一些人（詞／監）
- 彭　羚 – 等得太久
- 湯寶如 – 一樣的月光（詞／監）
- 湯寶如 – 在失戀的日子（詞／監）
- 湯寶如 – 春去夏來（詞／監）
- 湯寶如、蘇永康 – 一起真的不易（詞／黃尚偉、向雪懷監製）
- 鄭嘉穎 – 留給心愛
- 鄭嘉穎 – 地獄戀曲
- 黎　明 – 一生最愛就是你
- 黎　明 – 十字天使
- 黎　明 – 溫暖人間
- 黎　明 – 讓我愛你
- 黎瑞恩 – 覺悟
- 黎瑞恩 – 迷濛下雨天
- 譚詠麟 – 天地初開情已在
- 譚詠麟 – 情緣巴士站
- 譚詠麟 – 笑笑看一生
- 譚詠麟 – 大話街
- 關淑怡 – 他需要你，她需要你
- 關淑怡 – 自言自語
- 寶麗金群星 – 為全世界歌唱
- 蘇有朋 – 感情

1996年（30首）
- 王馨平 – 慚愧
- 王馨平 – 醉如夢
- 王馨平 – 解決
- 周慧敏 – Am I Really In Love
- 唐文龍 – 在這新一天
- 唐文龍 – 失意同路人
- 張信哲 – 最傷心是誰
- 張信哲 – 過火
- 張信哲 – 不必多說話
- 陳山 – 逃入你夢中
- 陳山 – 願意放棄所愛
- 陳　琪 – 心涼
- 陳　琪 – 過熱
- 陳秀雯 – 給我一些時間
- 陳秀雯 – 艷陽
- 陳秀雯 – 分開是唯一選擇
- 陳曉東 – 在這清晨
- 陳曉東 – 溫暖的家（房屋署之歌）
- 湯寶如 – 收放自如
- 湯寶如 – 沒有新聞的日子
- 湯寶如 – 我今天失戀？
- 湯寶如 – 光天化日
- 劉雅麗 – 預感
- 黎　明 – 非一般的晚上
- 黎　明 – 今天不是偶然
- 黎瑞恩 – 恩想
- 薛家燕 – 再創造未來
- 譚詠麟 – 獨一無二
- 譚詠麟 – 善心
- 譚詠麟 – 再不糾纏

1997年（16首）
- 王馨平 – 髮邊的一句說話
- 李克勤 – 隨時消失的女人
- 周慧敏 – 男女之間
- 許志安 – 一起便是最好
- 陳　琪 – 美少女戰士S
- 陳　琪 – 美少女變身
- 陳慧嫻、黎　明 – 依然是你
- 陳曉東 – 猜猜猜
- 陳曉東 – 沒線風箏
- 陳曉東 – 感情豐富
- 陳曉東 – 攜著你走出門外
- 陳曉東 – 你想要的
- 湯寶如 – 你我開始很美
- 鄭中基 – 休息一天
- 鄭中基 – 新裝
- 彭健新 – 蒙娜麗莎小雞雞

1998年（6首）
- 梅艷芳 - 東山飄雨西山晴
- 葉蒨文 – 浮現
- 譚詠麟 – 在乎
- 譚詠麟 – 一知半解
- 關淑怡 – 愛難尋
- 關淑怡 – 羨慕

1999年（1首）
- 譚詠麟 – 你走的那天下著雨

2000年（6首）
- 李克勤 – 猜度
- 彭海桐 – 男裝睡衣
- 蔣嘉瑩 – 單獨約會
- 蔣嘉瑩 – 約會之後
- 譚詠麟 – 依然在
- 譚詠麟 – 只想你開心

2001年（1首）
- 彭海桐 – 一個人樂園

2002年（1首）
- 彭家麗 – 健康快車（與彭家麗合填）

2003年（1首）
- 方　文 – 再見愛人

2004年（1首）
- 彭家麗 – 雨過天青（與彭家麗合填）

2005年（1首）
- 譚詠麟、成　龍、李克勤 – 家鄉的龍眼樹

2006年（1首）
- 鄺祖德 – 矜貴

2008年（2首）
- 任賢齊 – 凱歌
- 陳思彤 – 蔓延

2009年（1首）
- 譚詠麟 – 讀愛

2010年（1首）
- 關淑怡、泳　兒、陳苑淇 – 女人想什麼

2012年（1首）
- 譚詠麟 – 一點光(Shine a light)

2013年（3首）
- 方　文 – 高攀不起
- 方　文 – 伏線
- 方　文 – 相戀不如偶遇

2014年（1首）
- 彭家麗 － 珍惜

2015年（3首）
- MastaMic Feat. 胡　琳 － 無聊之歌
- 李國祥 － 好愛他
- 姜耀哲 - 一顆為你命名的星

2016年（3首）
- 張明敏 － 一帶一路
- 我的戀人叫時光（內地舞台劇《迷情4分1》歌曲）
- 三清天下秀（三清山旅遊文化節歌曲）

2017年（2首）
- 李克勤、群　星 － 香港•我家
- 鄺美雲 － 用生命影響生命

2018年（1首）
- 群　星 － 共同家園

2019年（1首）
- 方力申、謝安琪 － 知否

2020年（3首）
- 群　星 － 迎難而上[50][51]
- 衢州有禮（衢州市文化廣電旅遊局「唱游衢州」活動歌曲）
- 貫徹始終（九龍工業學校60週年主題曲）

### 其他作品
音樂總監
- 2000年：笨小孩

電影配樂
- 1999年：黑道風雲之收數王
- 1999年：娛樂之王

電影歌曲塡詞
- 1984年：鬼線人
- 1985年：龍鳳智多星
- 1989年：血裸祭
- 1994年：暴雨驕陽

## 演出作品
- 1999年：流星語 飾 鍾醫生

## 參與節目
廣播節目主持（香港電台）
- 2003年：真音樂
- 2013年至2014年：音樂從呢道開始

評審委員
- 2009年：節節高聲（湖南衛視）[52]
- 2012年：麥王爭霸（廣東電視台珠江頻道）[53]
- 2014年：粵唱越響（廣東電視台珠江頻道）
- 2015年：我是歌手（湖南衛視）
- 2016年：我是歌手（湖南衛視）
- 2017年：歌手（湖南衛視）
- 2017年：星光大道（中央電視台）
- 2019年：美麗人聲（廣東廣播電視台）[54]
- 2018年：中國好聲音（浙江衛視）
- 2019年：中國好聲音（浙江衛視）[55]
- 2020年：青春中國（中央電視台）
- 2020年：中國好聲音（浙江衛視）
- 2020年：超級靚聲（湖南廣播電視台國際頻道）
- 2021年：國潮粤品（文創品鑑官、廣東電視台珠江頻道）
- 2021年：新聲請指教2（浙江衛視和酷狗音樂）

嘉賓
- 2008年：香港故事（香港電台）[56]
- 2014年：薈生活‧薈客室（深圳衛視娛樂生活頻道）
- 2014年：晚安廣州（廣州電視台新聞頻道）
- 2014年：港人自講（鳳凰衛視）
- 2017年：粵語好聲音（廣東電視台珠江頻道）
- 2017年：那些年娛樂巴巴閉（奇妙電視）
- 2021年：993 LIVE SHOW 向雪懷作品音樂會（廣東廣播電視台）
- 2022年：聲生不息（芒果TV、無綫電視）

## 個人創作／相關出版物
- 2016年：《愛在紙上游—向雪懷歌詞》（與簡嘉明合著）
- 2019年：《向雪懷》（香港詞人系列）（陳啟泰著）

## 获奖
填詞作品獎項
- 1982年度十大中文金曲 - 谭咏麟〈雨丝·情愁〉
- 1983年度十大中文金曲 - 谭咏麟〈迟来的春天〉
- 1985年度十大中文金曲 
  - 谭咏麟〈雨夜的浪漫〉
  - 吕方〈听不到的说话〉
- 1986年度十大中文金曲 - 谭咏麟〈朋友〉
- 1987年度十大中文金曲 - 陳百強〈我的故事〉
- 1989年度十大中文金曲 - 李克勤〈一生不變〉
- 1990年度十大中文金曲 - 李克勤〈一千零一夜〉
- 1991年度十大中文金曲 - 黎明〈對不起我愛妳〉
- 1993年度十大中文金曲 - 黎明〈夏日傾情〉
- 1994年度十大中文金曲 - 黎明〈那有一天不想你〉

個人獎項
- 1994年度十大中文金曲 最佳中文（流行）歌詞獎 〈一人有一個夢想〉[57]
- 2014年CASH金帆音樂獎CASH音樂成就大獎